# Bukure
Bukure ist einer von 21 Sektoren im Distrikt Gicumbi in der Nordprovinz von Ruanda.

## Geographie
Bukure hat eine Fläche von 41,7 km² und liegt auf einer Höhe von etwa 1853 m. Der Sektor unterteilt sich in die vier Zellen Karenge, Kigabiro, Kivumbu und Rwesero und umfasst 23 Dörfer. Die Südgrenze bildet der Muhazi-See bzw. der von ihm ablaufende Nyabugogo. Nachbarsektoren von Bukure sind im Nordosten Giti, im Südosten Fumbwe, im Süden Gikomero, im Südwesten Rutunga und im Nordwesten Rwamiko.

## Bevölkerung
Nach der Volkszählung von 2022 betrug die Einwohnerzahl 20.454 Einwohner. Zehn Jahre zuvor waren es 17.402, was einem jährlichen Bevölkerungszuwachs von 1,6 Prozent zwischen 2012 und 2022 entspricht.

## Verkehr
Entlang der Südgrenze des Sektors am nördlichen Ufer des Nyabugogo verläuft die Nationalstraße 23 und durch den Nordosten des Sektors eine District Road. Beide sind jedoch Stand 2022 nicht asphaltiert.